# Newton-with-Scales
Newton-with-Scales – wieś w Anglii, w hrabstwie Lancashire, w dystrykcie Fylde. Leży 53 km na północny zachód od miasta Manchester i 312 km na północny zachód od Londynu.